# Sportmászás a 2020. évi nyári olimpiai játékokon
A 2020. évi nyári olimpiai játékokon a sportmászás versenyszámait augusztus 3. és 6. között rendezték meg. Összesen 2 versenyszámban avattak olimpiai bajnokot. A sportmászás első alkalommal szerepelt az olimpiák történetében.

## Éremtáblázat
(A táblázatokban a rendező nemzet sportolói eltérő háttérszínnel, az egyes számoszlopok legmagasabb értéke vagy értékei vastagítással kiemelve.)
| A 2020. évi nyári olimpiai játékok éremtáblázata sportmászásban | A 2020. évi nyári olimpiai játékok éremtáblázata sportmászásban | A 2020. évi nyári olimpiai játékok éremtáblázata sportmászásban | A 2020. évi nyári olimpiai játékok éremtáblázata sportmászásban | A 2020. évi nyári olimpiai játékok éremtáblázata sportmászásban | Olimpia  |
| --------------------------------------------------------------- | --------------------------------------------------------------- | --------------------------------------------------------------- | --------------------------------------------------------------- | --------------------------------------------------------------- | -------- |
|                                                                 | Ország                                                          | Arany                                                           | Ezüst                                                           | Bronz                                                           | Összesen |
| 1.                                                              | Spanyolország (ESP)                                             | 1                                                               | 0                                                               | 0                                                               | 1        |
| 1.                                                              | Szlovénia (SLO)                                                 | 1                                                               | 0                                                               | 0                                                               | 1        |
|                                                                 |                                                                 |                                                                 |                                                                 |                                                                 |          |
| 3.                                                              | Japán (JPN)                                                     | 0                                                               | 1                                                               | 1                                                               | 2        |
| 4.                                                              | Egyesült Államok (USA)                                          | 0                                                               | 1                                                               | 0                                                               | 1        |
|                                                                 |                                                                 |                                                                 |                                                                 |                                                                 |          |
| 5.                                                              | Ausztria (AUT)                                                  | 0                                                               | 0                                                               | 1                                                               | 1        |
|                                                                 |                                                                 |                                                                 |                                                                 |                                                                 |          |
| Összesen                                                        | Összesen                                                        | 2                                                               | 2                                                               | 2                                                               | 6        |

## Érmesek
| A 2020. évi nyári olimpiai játékok érmesei sportmászásban |                                     |                                            |                                 |
| Versenyszám                                               | Arany                               | Ezüst                                      | Bronz                           |
| Férfi kombinált                                           | Alberto Ginés · Spanyolország (ESP) | Nathaniel Coleman · Egyesült Államok (USA) | Jakob Schubert · Ausztria (AUT) |
| Női kombinált                                             | Janja Garnbret · Szlovénia (SLO)    | Nonaka Mihó · Japán (JPN)                  | Nogucsi Akijo · Japán (JPN)     |